# Гапоненко, Марьяна Михайловна
Марья́на Миха́йловна Гапо́ненко (укр. Мар'яна Михайлівна Гапоненко, нем.  Marjana Gaponenko; род. 6 сентября 1981, Одесса) — немецкая писательница украинского происхождения.

## Биография
Поступила в Одесский национальный университет имени И. И. Мечникова, где изучала германистику. По стипендии, полученной на третьем курсе в 2001, год провела в Германии. Закончив Одесский университет в 2002, год прожила в Кракове, затем два года в Дублине, после чего в 2006 вернулась в Польшу. Сейчас живёт в Майнце и Вене.

## Творчество
С 1998 стихи Гапоненко печатаются в немецкоязычной прессе. В 2001 вышла первая книга её стихов. В 2010 опубликован первый роман.

## Книги
- Wie tränenlose Ritter, стихи (2000)
- Танец перед грозой / Tanz vor dem Gewitter, стихи (2001)
- Друг / Freund, стихи (2002)
- Reise in die Ferne (2003)
- Nachtflug, стихи (2007)
- Die Löwenschule. Eine wahre Geschichte für Kinder und Erwachsene, книга для детей (2008)
- Annuschka Blume, роман (2010)
- Кто такая Марта? / Wer ist Martha?, роман (2012)

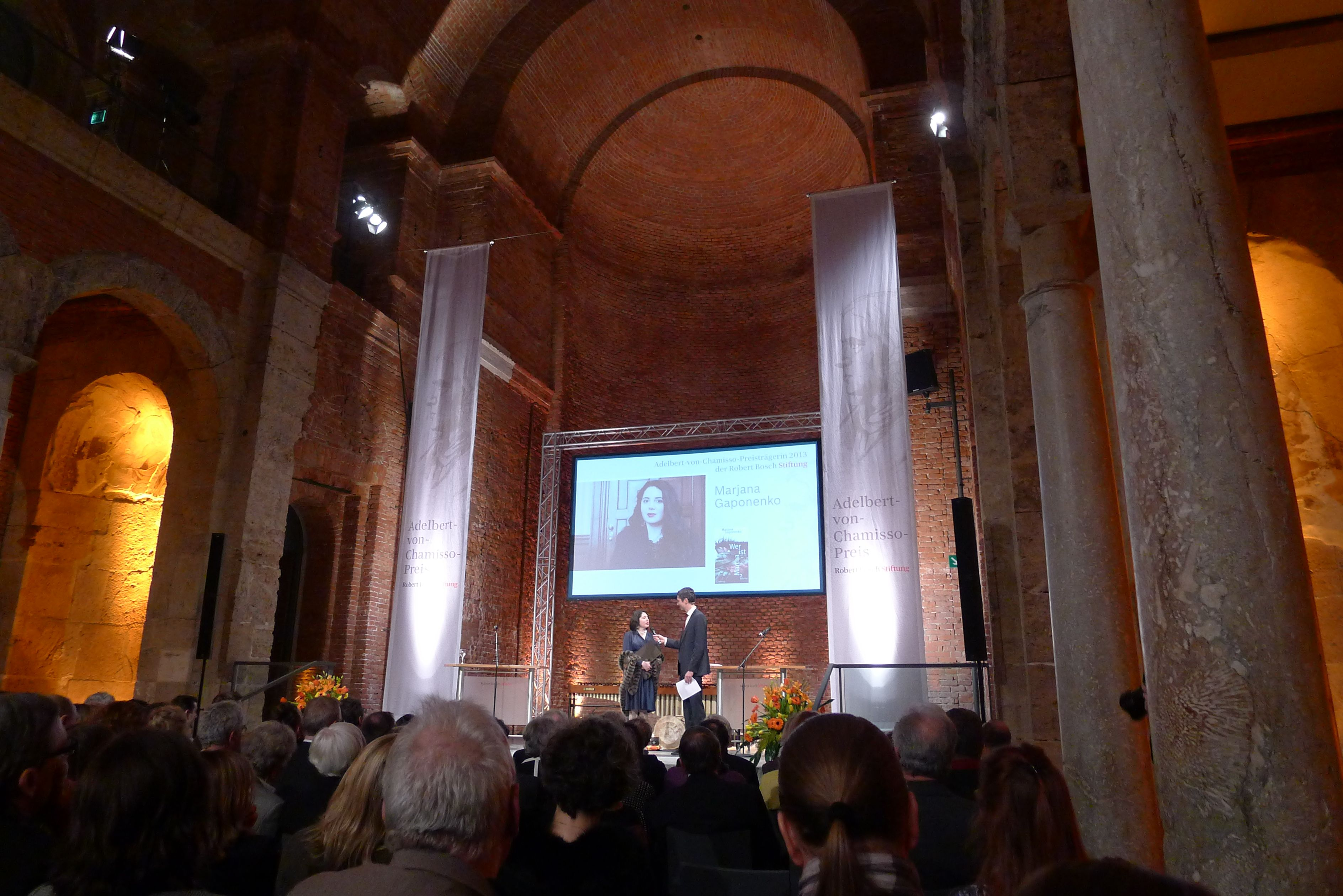
Вручение Марьяне Гапоненко премии Адельберта фон Шамиссо

## Признание
- Премия журнала Deutsche Sprachwelt автору года (2001).
- Премия Фрау Авы (2009).
- Премия Адельберта фон Шамиссо (2013[2]).